# Asbjørnsenselskapet
Asbjørnsenselskapet har til formål at udbrede kendskabet til Peter Christen Asbjørnsens liv og arbejde som folkemindesamler, folklorist, skovfoged, naturvidenskabsmand, pædagog, forfatter, oversætter og friluftsmand (statutternes § 1 ). Selskabet udgiver også årsskriftet Juletræet .
Selskabet blev formelt stiftet ved en sammenkomst på Asbjørnsens fødselsdag, tirsdag 15 Januar 2008. Det blev oprettet et interimstyre, og på det første årsmøde, onsdag den 23. April 2008 blev der valgt en bestyrelse med Bjørn Ringstrøm som formand. Den øvrige bestyrelse konstituere sig selv i henhold til vedtægterne på det første bestyrelsesmøde efter dette. Bjørn Ringstrøm påtog sig også at være selskabets kasserer, Erik Henning Edvardsen blev stedfortrædende leder, Tallak Moland blev webredaktør, Jorunn Vandvik Johnsen blev sekretær, mens Henning Østberg og Lanne Bjørn-Hansen blev ordinære medlemmer af bestyrelsen. 
Initativtagerne inviterede også turgruppen Asbjørnsengjengen til at knytte sig til virksomheden. Tanken var, at disse ud fra sin særlige eksperise skulde stå i spidsen for at organisere ekskursioner og kulturelle gå- eller køreture langs Asbjørnsens rejseruter. 

Nedsætte et udvalg til at udarbejde en plan for 200-jubilæet for P. Chr. Asbjørnsens fødsel i 2012. 
Udgive årsskriftet Juletræet med tekster om eller af Asbjørnsen. 1) Udgaven fra 1852, med akvareller af Hans Johan Frederik Berg, 2) fire eventyr illustreret af Niels Wiwel, herunder med tre eventyr der aldrig tidligere er offentliggjort, og 3) kan hende brevvekslingen mellem Asbjørnsen og forskellige norske kunstmalere om bogomslag og tekstillustrationer (Hans Gude, Vincent Stoltenberg Lerche, Marcus Grønvold, osv.), evt. andre arkivalier. 
En komplet og opdateret bibliografi, ajourført indtil ca. år 2000, der bogudgivelser i norsk og i oversættelser beskrives så præcist som muligt. 
Finde hvor mange årlige møder selskabet skal have udenfor årsmøde, og det årlige fødselsdagsselskab, der allerede er en tradition i Asbjørnsenklubben. 
Engagere fagfolk fra alle de områder, Asbjørnsen arbejde indenfor; folklore, zoologi, marinbiologi, skovbrug, gastronomi, jagt, friluftsliv, m.v. 
Diskutere med Nasjonalmuseet for kunst (ved håndtegnings- og kobberstiksamlingen) muligheden for en udstilling af eventyrtegninger til 1879- og andre udgaver af Asbjørnsen og Moes bøger. 
Tage op med Nasjonalbiblioteket i Oslo og Norsk Barnebokinstitutt, hvad der kunne stilles ud af bøger og asbjørnseniana i 2012, og hvor.
Samarbejde med Norsk Folkeminnesamling (UiO), Norsk Folkemuseum, Eventyrmuseet Villa Fridheim og Ringerike Museum om arrangementer omkring Asbjørnsens jubilæum i 2012 og Jørgen Moes i 2013.
Ny udgave af børneeventyrene med illustrationer af norske skolebørn, essaykonkurrence, eventuelt dramatikerkonkurrence, etc.
Indgå i dialog med «Den kulturelle skolesekken», Gyldendal Norsk Forlag og forskellige interæsseforeninger, såvel som tegnere og illustratører af ulige projekter for Asbjørnsenåret.
Konkretisere seminarer, utarbejde turkort som følger Asbjørnsens vandringer, og arrangere turer i Asbjørnsens fodspor i Nordmarken, på Krokskogen, Romerike, Rondane, og så videre.

## Eksterne lenker
- Wikimedia Commons har flere filer relateret til Asbjørnsenselskapet
- Peter Christen Asbjørnsen i NRK Forfatter
- Selskabets hjemmeside